# AMC (Catanzaro)
AMC (acronimo di Azienda per la Mobilità della città di Catanzaro) è la società in house concessionaria del trasporto pubblico locale del comune di Catanzaro. 

## Denominazioni assunte in passato
- Società Tranviaria Automotofunicolare di Catanzaro (1909)
- SMA (Servizio Municipale Autobus) (1949)
- AMAC (Azienda Municipalizzata Autobus – Catanzaro) (1974)
- AMC (Azienda per la Mobilità della Città di Catanzaro) (1995)

## Attività
Essa gestisce:

### Trasporto Pubblico
- Il servizio di trasporto pubblico urbano e suburbano nel comune di Catanzaro;
- Il trasporto scolastico del Comune di Catanzaro
- Servizio turistico con trenino stradale[2] denominato "Trenino Del Mare", che svolge servizio a Catanzaro Lido[2] nei soli mesi estivi.
- Servizio turistico con trenino denominato "Trenino del Parco", che svolge servizio nel Parco della Biodiversità[3] a Catanzaro.

L'AMC esercisce in totale 39 linee nei mesi invernali e 34 nei mesi estivi

### Trasporto a Fune
- La Funicolare di Catanzaro dal 2016

### Parcheggi
- Parcheggi con strisce blu del Comune di Catanzaro[4]
- Parcheggio Musofalo
- Parcheggio dell'ospedale “Pugliese – Ciaccio “
- Parcheggio Bellavista[5]
- Parcheggio Via Argento[6]

### Altri servizi
Ascensore panoramico Bellavista 
Biciclette a pedalata Assistita 
Servizio di rimozione forzata nella città di Catanzaro 